# Calque
Em linguística, e mais precisamente em lexicologia, etimologia e linguística comparada, chama-se calque, calco ou decalque a um procedimento de formação de palavras que consiste em cunhar novos termos mediante a tradução de vocábulos estrangeiros e conforme as estruturas da língua de origem. É um tipo de empréstimo léxico particular, no qual o termo emprestado foi traduzido literalmente de uma língua para a outra, considerando mais a forma do que a ideia. Portanto, é basicamente uma tradução do empréstimo. Em consequência, pode-se dizer que um calque é menos criativo do que um neologismo nativo (a exemplo dos termos 'proativo', 'acessar' e 'deletar', do inglês; 'parapente', do francês; 'esbórnia', do italiano) e mais criativo do que um empréstimo de palavra estrangeira. 
Trata-se de um recurso usado especialmente quando se quer exprimir um conceito novo, chegado do exterior, e não se quer adotar a palavra estrangeira. Para alguns autores, no entanto, esse tipo de empréstimo pode ser bastante problemático. Segundo o linguista italiano Vittore Pisani (1899–1990), alguns puristas, tentando escapar de influências externas, recorrem ao decalque — não percebendo que "enquanto eliminam um elemento puramente exterior, introduzem, por meio do calco, uma forma de pensamento bem mais perigosa para a essência da língua nacional".
Na língua portuguesa, há inúmeros exemplos de decalque. São principalmente lexias compostas e majoritariamente provindas do inglês.
Em geral, distinguem-se calques semânticos e morfológicos.

## Calque semântico
A criação de uma palavra pode simplesmente consistir em dar um significado novo a um termo já existente. Por exemplo, em anos recentes, o verbo realizar tem sido usado, na linguagem coloquial, no sentido de 'perceber' ou 'dar-se conta de algo'. Tal acepção não é portuguesa, mas provém do inglês to realize, e a sua admissibilidade é discutível. Da mesma forma, é usado o termo 'salvar' com referência à memorização digital. Nesse caso também se trata de um calco semântico do inglês to save, que prevê também essa acepção.

## Calque morfológico
No calco morfológico ou estrutural, uma palavra composta pode ser criada a partir de uma combinação de elementos anteriormente desconhecida na língua de chegada. É o caso da palavra 'arranha-céu' — um calco morfológico do inglês skyscraper — criado porque não existia, em português, uma palavra apropriada para indicar esse tipo de edificação.

## Presença dos mesmos calques em diferentes idiomas
A existência de correspondentes idênticos (ou quase idênticos) em diversas línguas indica a existência de decalques.
| Português         | Inglês           | Francês              | Italiano          | Espanhol          |
| ----------------- | ---------------- | -------------------- | ----------------- | ----------------- |
| cartão postal     | post card        | carte postale        | cartolina postale | tarjeta postal    |
| conta-gotas       | drop counter     | compte-gouttes       | contagocce        | cuentagotas       |
| conto de fadas    | fairy tale       | conte de fées        | racconto di fate  | cuento de hadas   |
| guarda-roupas     | wardrobe         | garde-robe           | guardaroba        | guardaropas       |
| jogo de azar      | game of chance   | jeu de hasard        | gioco d'azzardo   | juego de azar     |
| lente de contato  | contact lens     | lentilles de contact | lente a contatto  | lente de contacto |
| lista negra       | blacklist        | liste noire          | lista nera        | lista negra       |
| lua-de-mel        | honeymoon        | lune de miel         | luna de miele     | luna de miel      |
| ovelha negra      | black sheep      | mouton noir          | pecora nera       | oveja negra       |
| palavras cruzadas | crossword        | mots croisés         | parole crociate   | palabras cruzadas |
| palavra de honra  | word of honor    | parole d’honneur     | parola d’onore    | palabra de honor  |
| passatempo        | pastime          | passe-temps          | passatempo        | pasatiempo        |
| roleta russa      | russian roulette | roulette russe       | roulette russa    | ruleta rusa       |
| sexo frágil       | gentle sex       | sexe faible          | sesso debole      | sexo débil        |
| tênis de mesa     | table tennis     | tennis de table      | tennis da tavolo  | tenis de mesa     |
| terceiro mundo    | third world      | tiers monde          | terzo mondo       | tercer mundo      |

## Exemplos de calques do inglês para o português
| Termo original inglês       | Calque              |
| --------------------------- | ------------------- |
| air conditioner             | condicionador de ar |
| automation                  | automação           |
| cable TV                    | TV a cabo           |
| electronic mail (ou e-mail) | correio eletrônico  |
| fiberglass                  | fibra de vidro      |
| free-thinker                | livre-pensador      |
| high-fidelity               | alta-fidelidade     |
| high society                | alta sociedade      |
| high technology             | alta tecnologia     |
| hot dog                     | cachorro-quente     |
| honeymoon                   | lua de mel          |
| introjection                | introjeção          |
| loudspeaker                 | alto-falante        |
| miniskirt                   | minissaia           |
| remote control              | controle remoto     |
| single                      | simples             |
| social climber              | alpinista social    |
| stagflation                 | estagflação         |
| skyscraper                  | arranha-céu         |
| computer                    | computador          |
| server                      | servidor            |
| supermarket                 | supermercado        |
| plant                       | planta              |

É comum é a existência de calques análogos em várias línguas. Assim, a forma anglófona skyscraper está presente, como tradução de empréstimo, não só na língua portuguesa ('arranha-céu') mas igualmente em francês (gratte-ciel), espanhol (rascacielos), italiano (grattacielo), alemão (Wolkenkratzer, com 'nuvens' em lugar de 'céu') e russo (nieboskriob).
Mas nem sempre é fácil ou possível estabelecer a língua de origem de determinada expressão que surge como decalque em outras línguas. A expressão dente do siso, por exemplo, é encontrada em francês (dent de sagesse), italiano (dente del giudizio), romeno (masea de minte) e alemão (Weisheitszahn), inglês (wisdom tooth), russo (zub mudrosti), búlgaro (madrec), húngaro (bölcsességfog) e dinamarquês (visdomstand).
Certas formas verbais compostas também parecem ser, por vezes, calcadas. Frases tais como "Vou estar transferindo sua ligação", em que aparece um uso desnecessário do gerúndio, são, possivelmente, calcadas no inglês (ver future progressive ou future continuous).
Mesmo frases inteiras podem ser calcadas: 
| Frase inglesa                            | Calque                                | Equivalente português                        |
| ---------------------------------------- | ------------------------------------- | -------------------------------------------- |
| Don't even think about it                | Nem pense nisso!                      | Não vale a pena pensar nisso.                |
| It goes without saying                   | Isso vai sem dizer                    | Obviamente                                   |
| Forget about it!                         | Pode esquecer!                        | Isso não será possível. Deixa para lá.       |
| To throw the baby out with the bathwater | Jogar fora o bebê com a água do banho | Eliminar os erros juntamente com os acertos. |
| Now it's history.                        | Agora é história.                     | Pertence ao passado. Passou.                 |

## Exemplos de calques do francês para o português
| Termo original francês | Calque                    |
| ---------------------- | ------------------------- |
| avant-garde            | vanguarda                 |
| beaux-arts             | belas-artes               |
| carte blanche          | carta branca              |
| cache-sexe             | tapa-sexo                 |
| chef de cuisine        | chefe de cozinha          |
| coup d'état            | golpe de estado           |
| dame d'honneur         | dama de honra             |
| dame de compagnie      | dama de companhia         |
| franc-tireur           | franco-atirador           |
| haute-couture          | alta-costura              |
| gentilhomme            | gentil-homem              |
| marché aux puces       | mercado de pulgas         |
| mot d'ordre            | palavra de ordem          |
| nouveau riche          | novo-rico                 |
| pare-brise             | para-brisa                |
| vers libre             | versos livres             |
| mariage de convenance  | casamento de conveniência |
| petit-bourgeois        | pequeno-burguês           |
| point de vue           | ponto de vista            |
| sang-froid             | sangue-frio               |
| vieille garde          | velha guarda              |
| tiers monde            | Terceiro Mundo            |

## Calques históricos
| Termo original grego             | Calque     |
| -------------------------------- | ---------- |
| ὑδράργυρος (transl. hudrárguros) | hidrargiro |

## Pseudocalques
Pseudocalques são palavras que, levadas de uma cultura para outra, mudam de significado.
Nos países lusófonos, frequentemente utiliza-se, por exemplo, a palavra francesa nécessaire (em português, 'necessário') para designar uma pequena bolsa ou maleta usada para guardar objetos de asseio pessoal. Esse uso é um pseudocalco, porque, em francês, um nécessaire não indica precipuamente uma bolsa de produtos de higiene pessoal, embora possa designar uma bolsa ou estojo contendo o necessário para realizar uma atividade qualquer (nécessaire à couture, nécessaire de fumeur etc), inclusive a de fazer o asseio do próprio corpo (faire sa toilette). O pseudocalque (ou pseudocalco) deriva da expressão francesa nécessaire de/à toilette, que, entre os lusófonos, perdeu o complemento de toilette, enquanto que, para os francófonos, esse complemento é o que especifica o objeto.